# Lionel Banks
Lionel Banks, nato Lionel Cornelius Banks (Salt Lake City, 22 giugno 1901 – Los Angeles, 20 marzo 1950), è stato uno scenografo statunitense.

## Biografia
Ha preso parte a circa 230 film tra il 1937 ed il 1948. Ha ricevuto sette volte la nomination ai Premi Oscar nella categoria migliore scenografia, tuttavia senza mai vincere: nel 1939, nel 1940, nel 1941, nel 1942, nel 1943 e nel 1945 (doppia).

## Filmografia
- Lasciateci vivere! (Let Us Live), regia di John Brahm (1939)
- Una ragazza allarmante (Good Girls Go to Paris), regia di Alexander Hall (1939)
- L'inafferrabile signor Jordan (Here Comes Mr. Jordan), regia di Alexander Hall (1941)
- Tu m'appartieni (You Belong to Me), regia di Wesley Ruggles (1941)
- La morte viene dall'ombra (A Night to Remember), regia di Richard Wallace (1942)